# Natalivka, Solone
Natalivka (în ucraineană Наталівка) este localitatea de reședință a comunei Natalivka din raionul Solone, regiunea Dnipropetrovsk, Ucraina.

## Demografie
Componența lingvistică a localității Natalivka
     Ucraineană (95,93%)
     Rusă (2,44%)
     Alte limbi (1,62%)
Conform recensământului din 2001, majoritatea populației localității Natalivka era vorbitoare de ucraineană (95,93%), existând în minoritate și vorbitori de rusă (2,44%).